# Manuel Andrés Arroyo y Pinedo
Manuel Andrés Arroyo y Pinedo (1778-1839) fue un comerciante, funcionario y militar argentino que desempeñó un importante papel en la resistencia contra las Invasiones Inglesas al Río de la Plata y en las primeras décadas del movimiento emancipador.

## Biografía
Manuel Andrés Arroyo y Pinedo nació en Buenos Aires (Virreinato del Río de la Plata) en marzo de 1778, hijo de Juan Andrés de Arroyo, tesorero interino y Contador de la Caja Real de Buenos Aires y de Ana Gertrudis de Pinedo y Arce.
El mismo suprimió el apellido paterno, firmando siempre Arroyo y Pinedo, por lo que es en general así conocido o como Manuel Arroyo.
Estudio en el Real Colegio de San Carlos, pero abandonó después de haber rendido el segundo año de filosofía por sentirse inclinado a la carrera de las letras, tras lo que tras emplearse en la Aduana se dedicó al comercio.
Fue iniciado en la logia masónica "San Juan de Jerusalén de la felicidad de esta parte de América", fundada a fines de marzo de 1803 por el portugués Juan Da Silva Cordeiro y se integró luego a la dirigida por el Dr.Julián Álvarez.
Era amigo y socio de Juan Martín de Pueyrredón, y tras ser ocupada Buenos Aires en 1806 por la primera de las Invasiones Inglesas comisionado secretamente por el cabildo de Buenos Aires, el 9 de julio pasó con aquel y Diego de Herrera a Montevideo para conferenciar con su gobernador Pascual Ruiz Huidobro y Santiago de Liniers a los efectos de planificar la reconquista.

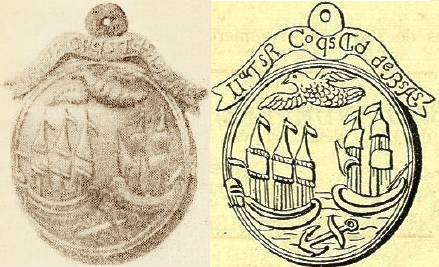
Medalla de Perdriel.

Pueyrredón recibió el encargo de volver a Buenos Aires para organizar fuerzas voluntarias de apoyo y juntar caballadas y víveres para la fuerza principal que partiría de Montevideo al mando de Liniers.
El 17 regresaron y tras desembarcar en San Isidro iniciaron su misión que tendría por hitos el combate de Perdriel del 1 de agosto y la reconquista de la ciudad el 12 de ese mes. Por su actuación fue premiado por el cabildo de Buenos Aires con un escudo de oro.
Figuró en el acta del 1 de julio de 1807 como ayudante del Virrey Liniers e informante del cabildo, siendo posteriormente ascendido al rango de teniente coronel graduado de las milicias porteñas.
Concurrió al cabildo abierto del 22 de mayo de 1810 donde adhirió al voto de Pedro Andrés García, propugnando el reemplazo del virrey Baltasar Hidalgo de Cisneros por el cabildo, con voto decisivo del síndico procurador y hasta tanto se resolvía la forma definitiva de gobierno.

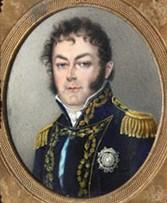
Juan Martín de Pueyrredón.

Fue quien envió un barco a Río de Janeiro para facilitar el regreso de Pueyrredón el 9 de junio de 1810. 
Prestó servicio en los primeros años de la revolución en varios cuerpos del ejército patriota, hasta que por su gran prestigio en la ciudad y la recomendación de Pueyrredón se incorporó en 1812 como regidor del cabildo.
Tras la revolución del 8 de octubre de 1812 se vio forzado a dejar su puesto. Junto a Manuel José García manifestó "que habiendo sido separados del Excmo.Ayuntamiento por na representación firmada por un número considerable de Ciudadanos, en que se les tacha de sospechosos, estaban bien seguros de haber cumplido, en cuanto estuvo a sus alcances, con los deberes que les impone la Patria; pero que habiendo faltado la confianza pública, primera cualidad de un magistrado en los tiempos presentes, cedían gustosos, y se separaban obedeciendo la voluntad de sus compatriotas; mpas que cuando todo debe ceder a a vountad pública, sólo el honor estaba excluido de este sacrificio general; por cuya razón pedían que siempre que o tuviesen por conveniente se examinase su conducta".
Descontento con el devenir de la revolución se exilió en Río de Janeiro, Brasil, aunque mantuvo su amistad con Pueyrredón. En Río estableció contacto con el ministro español, Casa Flores, informándolo acerca de los colaboradores con los portugueses que ocupaban la Banda Oriental. Conocedor el ministro español de su relación de amistad con Pueyrredón, entonces Director Supremo de las Provincias Unidas del Río de la Plata, con el propósito de comunicarse directamente con él e intentar un arreglo con los rebeldes, le encargó a Arroyo una carta.
Tras su regreso, en 1819 se desempeñó como alcalde de 2.º voto, en 1821 fue nombrado representante y luego presidió la Legislatura.
Poseía campos que se extendían desde el ejido de Dolores hasta Los Toldos y Castellanos por el oeste y sur, hoy partido de Pila, y con Pizarro por el este. Una parte de la hacienda ocupaba parte del ejido de la naciente población, lo que obligó a modificar su traza

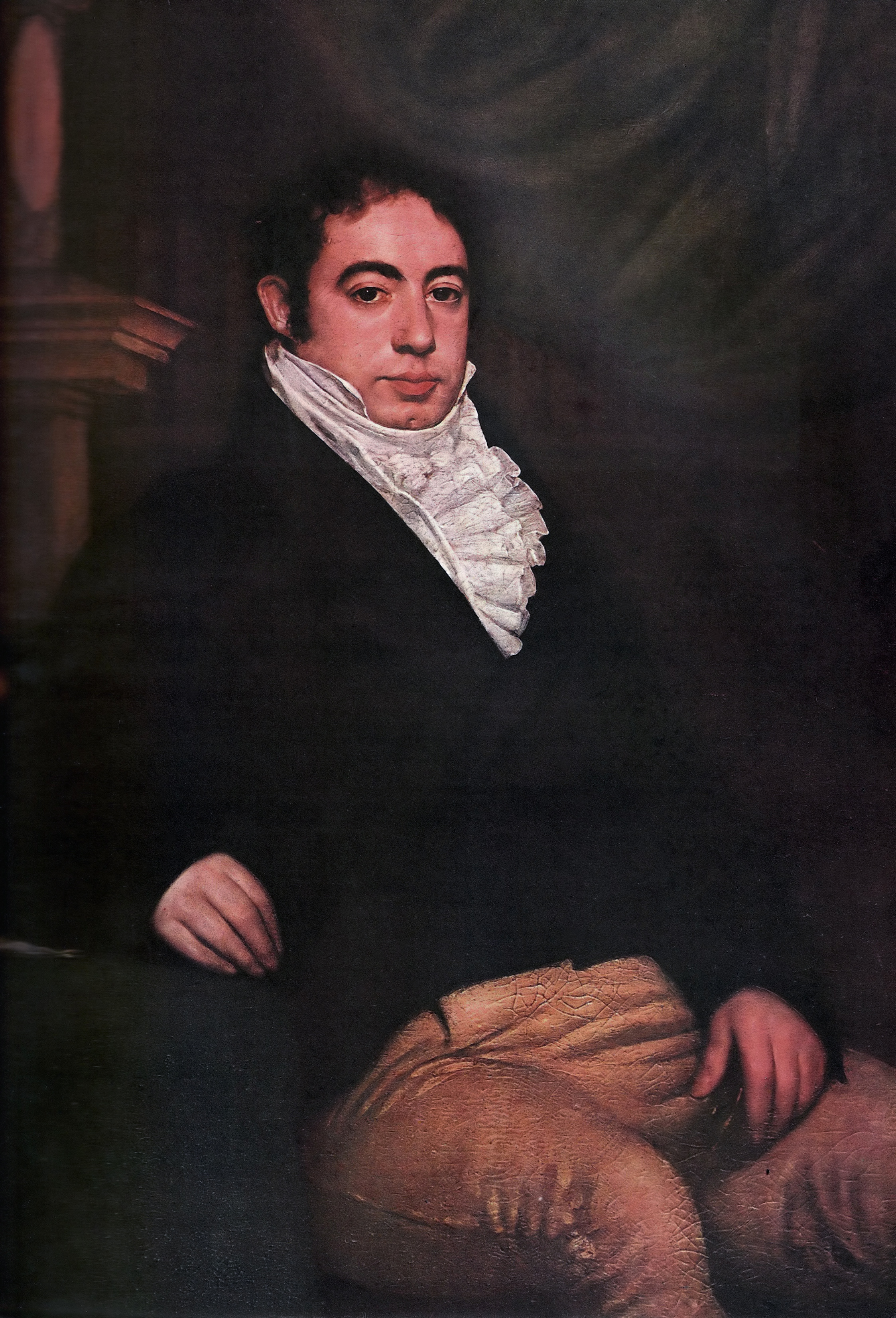
Bernardino Rivadavia.

Militó en la Logia de los Caballeros de Buenos Aires, que apoyaba al gobierno de Martín Rodríguez y su ministro Bernardino Rivadavia.
Integró la Comisión del empréstito contratado en Londres con la Baring Brothers y se desempeñó como Director del Banco Nacional.
Electo diputado por la provincia de Tucumán junto a Alejandro Heredia, presidió el Congreso Constituyente que sancionó la Constitución Argentina de 1826 y consagró como presidente a Rivadavia.
Ese año el Estado instaló en Tucumán una segunda escuela que implementaría el entonces famoso "sistema de Lancaster", bajo la dirección de una junta presidida por el ingeniero Felipe Bertrés. El establecimiento recibió como donación de Arroyo y Pinedo 2.602 pesos, una muy importante suma en esa época.
En 1829 actuó como comandante del primer batallón de milicias pasivas de infantería de la ciudad. Ese mismo año fue elegido diputado y al término de su mandato se retiró de la política.
Falleció en Buenos Aires (Argentina) el 31 de julio de 1839 en su casa quinta ubicada en las actuales Cerrito y Arroyo, cuyo nombre lleva en su memoria. Sus restos se encuentran en el Cementerio de la Recoleta.